# Heterolepidoderma obliquum
Heterolepidoderma obliquum is een buikharige uit de familie Chaetonotidae. Het dier komt uit het geslacht Heterolepidoderma. Heterolepidoderma obliquum werd in 1937 voor het eerst wetenschappelijk beschreven door Saito. 